# Hugo Vieira
Hugo Vieira (sinh ngày 25 tháng 7 năm 1988) là một cầu thủ bóng đá người Bồ Đào Nha.

## Sự nghiệp câu lạc bộ
Hugo Vieira đã từng chơi cho Yokohama F. Marinos.